# Lindeooglapmot
De lindeooglapmot (Bucculatrix thoracella) is een vlinder uit de familie ooglapmotten (Bucculatricidae). De wetenschappelijke naam is voor het eerst geldig gepubliceerd in 1794 door Thunberg.
De soort komt voor in Europa.